# Шисаго-Сити (город, Миннесота)
Шисаго-Сити (англ. Chisago City) — город в округе Шисаго, штат Миннесота, США. На площади 5,2 км² (5,1 км² — суша, 0,1 км² — вода), согласно переписи 2002 года, проживают 2622 человека. Плотность населения составляет 513,1 чел./км².
- Телефонный код города — 651
- Почтовый индекс — 55013
- FIPS-код города — 27-11350[1]
- GNIS-идентификатор — 0641169[2]